# Dudjom Lingpa

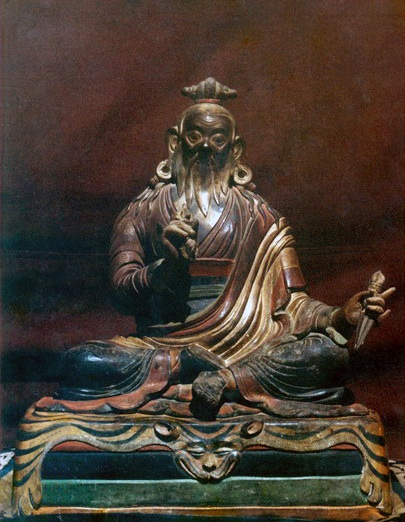
Dudjom Lingpa

Dudjom Lingpa (1835–1904) foi um mestre de meditação tibetano, professor espiritual e tertön. Ele se destaca da norma dos professores budistas tibetanos no sentido de que não teve educação formal, nem foi ordenado como monge ou pertencente a qualquer escola ou tradição budista estabelecida de seu tempo.
Ele foi recebido com grande ceticismo por muitos de seus contemporâneos, devido ao fato de que, apesar de não ter estudado com nenhum professor budista estabelecido de sua época, ele alegou ter recebido ensinamentos sobre meditação e prática espiritual diretamente de mestres não físicos como Guru Rinpoche e Yeshe Tsogyal, bem como Bodhisattvas como Avalokitesvara e Manjushri. Só quando seus discípulos começaram a mostrar sinais claros de maturidade espiritual foi que ele foi aceito por seus contemporâneos como um mestre autêntico e tertön  . Hoje, seus ensinamentos e obras literárias, especialmente aqueles sobre não-meditação (dzogchen), são altamente considerados na tradição Nyingma do Budismo Tibetano.

## Dudjom Tersar
Dudjom Tersar é o nome coletivo para a grande coleção de ensinamentos terma revelados por Dudjom Lingpa e Dudjom Rinpoche. Como uma classe de textos, Tersar (em tibetano: Wylie: gter gsar) significa "ensinamentos do tesouro novos ou recentemente revelados". Dudjom Rinpoche era um grande tertön (em tibetano: Wylie: gter ston) ou revelador de ensinamentos ocultos.

A citação a seguir liga o Dudjom Tersar às Três Raízes, à prática de Istadevata, yoga de deidades, Padmasambhava, Sariputra, Saraha, Buda Gautama e Yeshe Tsogyal:
O Dudjom Tersar é um ciclo poderoso e completo de transmissões tântricas derivadas de Dudjom Lingpa e sua reencarnação Dudjom Yeshe Dorje (1904-1987). Ele se concentra nas Três Raízes (lama, deidade yidam e khandro), yogas de deidades e yogas de consciência primordial associadas que derivam dos ensinamentos do Guru Padmasambhava da Índia e sua aluna próxima, a princesa Yeshe Tsogyelma. Dudjom Lingpa e Dudjom Yeshe Dorje não são outra pessoa senão o próprio aluno do Buda Sakyamuni, Sariputra, e também o Grande Adepto/Mahasiddha Saraha.

## Nang Jang
Nang-jang (refinamento da percepção) é o nome dado a um texto visionário da tradição tibetana Dzogchen, no qual o mestre Dzogchen, Dudjom Lingpa, experimenta as visitas através de visões de quatorze seres despertos, incluindo Avalokiteshvara e Longchenpa, que o ensinam sobre a ilusionalidade de todas as coisas e sua dependência final sobre uma 'base de ser' universal.
De acordo com os ensinamentos dados a Dudjom Lingpa pelos seres espirituais altamente avançados que o visitam neste texto, todas as coisas fenomenais e sensíveis são vazias e ilusórias. No entanto, existe aquilo que não está separado deles, nem eles disso, e que pode ser descrito como a 'base do ser'. Orgyan Tsokyey Dorje (um dos visitantes espirituais) afirma:
'Todas as aparências sensoriais não são outra coisa que não seja base do ser, elas têm um só sabor com a própria base, como os reflexos de todos os planetas e estrelas no oceano que não são diferentes do oceano, mas são de um só sabor com o a própria água. '
O texto também fala de como a natureza de Buda, o coração da consciência, é totalmente pura e lúcida e constitui a própria essência da vida de todas as coisas, tanto samsáricas quanto nirvânicas. Ekajati declara:
'Visto que a natureza fundamental da consciência, a natureza de Buda, é prístina e lúcida, livre de fatores de contaminação, é a 'lucidez absoluta '. Uma vez que é dotada com os sete atributos vajra indestrutíveis [Vajra significa diamante / adamantino], é "vajra". E uma vez que permanece como a essência vital de todos os fenômenos do samsara e do nirvana, é a "essência do coração".
Esta é a realidade final, um estado de verdade além da consciência mundana comum e além do poder das palavras para descrever. É designado por Zurchhung Sheyrab Dragpa no texto como 'um estado supremo e inexprimível', a 'natureza fundamental além da consciência comum'. O praticante deste caminho espiritual é instado a se esforçar para obter um conhecimento absoluto que transcende o tempo:
'Considere que este é o ponto-chave mais excelente - praticar com esforço intenso e incansável até atingir a consciência atemporal suprema [jnana], que é onisciência total.' 

## Livros
Aquietando a Mente (Lúcida Letra, 2014)
Investigando a Mente (Lúcida Letra, 2021)